# Batuan (Masbate)
Pour les articles homonymes, voir Batuan.
Batuan est une localité de la province de Masbate, aux Philippines. En 2015, elle compte 15 086 habitants.